# 月光の夏
『月光の夏』（げっこうのなつ）は、毛利恒之の小説。実話などを元に創作したフィクション小説である。この作品をもとに、帰還特攻隊員の収容施設「振武寮」（しんぶりょう）の存在が明らかにされるようになった。
題名の「月光」とは、ルートヴィヒ・ヴァン・ベートーヴェンのピアノソナタ第14番のこと。

## 映画
1993年に映画化された。ポニーキャニオンからDVDが発売されている。配給収入は1.5億円。

### あらすじ（映画）
太平洋戦争末期の夏、九州の鳥栖国民学校（現・鳥栖市立鳥栖小学校）に陸軍の二人の特攻隊員（特別操縦見習士官）がやって来た。その一人は上野の音楽学校のピアノ科の学生で目達原飛行場から明日、知覧に向かうので今生の思い出にグランドピアノでベートーヴェンのピアノソナタ第14番「月光」を弾く。「海ゆかば」で送ろうとすると、熊本師範から音楽の教師になりたかったという風間が弾く。
演奏に立ち会った当時の教師、吉岡公子がピアノが老朽化のため廃棄されることを聞き、その保存のため小学校でその思い出を語った。「二人に帰ってきて『月光』を弾いてほしかったけど、帰ってこなかったとです」という。テレビや新聞で報道されると、大きな反響を呼び、修復も始まったが、二人の特攻隊員の名前を吉岡は聞いてなかった。ピアノを弾いたと思われる元少尉・風間森介が何も語らないのでその存在が疑われる。ラジオ局の石田りえはドキュメンタリー作家の三池安文と共に「忘れたいことがあるのかな」と言いながら、生き残った特攻隊員に取材を重ねる。知覧特攻平和会館で『月光』を弾いた海野光彦少尉の遺影を発見。大牟田市にいる元隊員から公の記録にはなかった振武寮の存在を知る。そこでは、特攻の途中で帰還した隊員が幽閉されていた。元隊員は、戦死したことになっているのに生きている負い目を語る。風間の閉ざされた心は徐々に開き、語り始める。
特攻前夜、ドイツ民謡「故郷を離るる歌」を歌って出撃。エンジンの不調で引き返すと、上官からピアノを弾いたことまで軍人魂を忘れていると言われ、振武寮で屈辱と絶望の日々を過ごす。海野の妹で風間の妻は、振武寮のことは初めて聞いたという。そして鳥栖に向かうという。
風間が「海野は戦死しました、私は生き残っております」というのに、吉岡は「よう生きとって下さいました」という。半世紀を経て思い出のピアノと再会した風間は当時を振り返りながら『月光』を奏でた。

### スタッフ
- 製作：仕事
- 監督：神山征二郎
- 脚本：毛利恒之
- 音楽：針生正男
- ピアノ演奏：小柳信道
- 撮影：南文憲
- 照明：小山勲
- 録音：菊地進平
- 美術：春木章
- 編集：菅野善雄
- 助監督：南柱根、松下進、李相國、近藤有希
- 題字：今井凌雪
- 音響効果：サウンドボックス
- 別班撮影：岩永勝敏
- 撮影スタジオ：大映スタジオ
- 録音スタジオ：アオイスタジオ
- 現像・特殊視覚効果：IMAGICA
- 軍事考証：大貫健一郎、中村長
- 方言指導：高尾平良、甲斐阿紀良
- ピアノ指導：隈丸光次
- 記録フィルム：上松記録映像出版
- 撮影協力：知覧特攻平和会館、鳥栖市教育委員会、大牟田観光協会、佐賀県教育委員会、九州朝日放送、サガテレビ、全日本空輸、九州旅客鉄道、西日本新聞鳥栖支局　ほか
- 協力：ヤクルトグループ、特操会、少飛会、甲飛会、白鴎遺族会
- 協賛：佐賀県、鳥栖市、知覧町　ほか
- 製作協力：映画「月光の夏」を支援する会
- 製作者：佐藤正之
- 企画：松木征二、毛利恒之
- プロデュース：香取雍史、神成文雄

### キャスト
- 宮尾公子（国民学校教師）：若村麻由美
- 風間森介（特攻隊員）：田中実
- 海野光彦（特攻隊員）：永野典勝
- 戦後の公子（吉岡公子）：渡辺美佐子
- 石田りえ（地元ラジオ局記者）：石野真子
- 風間森介の妻：小林哲子
- 石倉金吾（元特攻隊員）：田村高廣
- 吉岡征爾（吉岡公子の夫）：滝田裕介
- 特攻隊員の遺族：花沢徳衛
- 矢ヶ島謹司少佐：高橋長英
- 結城忠男（元特攻隊員）：内藤武敏
- 三池安文（ドキュメンタリー作家）：山本圭
- 戦後の風間森介：仲代達矢
- 山本清、原田清人、河原崎次郎、田中優樹、有福正志、加地健太郎、高川裕也、阿部百合子　ほか

### エピソード
- 映画化にあたっては、九州を中心とした市民・企業・団体により一億円の募金が集められた。
- 同期会での調査で特攻隊員の中に音楽学校の出身者は存在しないことが判明している。
- 林愛作の五男で元特攻隊員の林七郎本人に取材した植田紗加栄によると、七郎は慶応義塾大学予科時代に学友の守安祥太郎（のちジャズピアニスト）、由利淳三郎とピアノ仲間であり、学徒動員から特攻隊員となった際に目達原に配属され、飛行練習中に上空から学校を見つけ、学校ならピアノがあるかもしれないと思って、航空隊仲間で師範学校出身の柴田と二人で学校を訪れ、生徒たちに頼まれて七郎は「月光の曲」の第一楽章を、柴田はショパンの「マズルカ」「ワルツ」を楽譜なしでそれぞれ披露したといい、それがのちに『月光の夏』のモデルとなったと述べている[2]。
- フッペル社グランドピアノは、現在、サンメッセ鳥栖に展示されており、受付で手続きをすれば演奏もできる。
- 特攻隊員風間役の田中実は、本作の撮影時期にドラマ『刑事貴族3』に原田実役で出演していたが、本作への出演のためにスポーツ刈りにした。また、『刑事貴族3』第18話以降、スポーツ刈りになった田中が出演しているが、スポーツ刈りにした理由を「秋だから…」としていた。
- 戦時中の鳥栖小学校のシーンを福岡県朝倉市甘木小学校で、現代の鳥栖小は佐賀県鳥栖市田代小学校で、目達原基地から線路沿いに特攻隊員が走ってくるシーンはJR久大線で撮影した。